# Équipe de Roumanie féminine de hockey sur glace
Cet article traite de l'équipe féminine. Pour l'équipe masculine, voir Équipe de Roumanie de hockey sur glace.
L'équipe de Roumanie féminine de hockey sur glace est la sélection nationale de Roumanie regroupant les meilleures joueuses roumaines de hockey sur glace féminin lors des compétitions internationales. Elle est sous la tutelle de la Federației Române de Hochei pe Gheață. La Roumanie est classée 35e sur 42 équipes au classement IIHF 2021 .

## Résultats

### Jeux olympiques
L'équipe féminine de Roumanie n'a jamais participé aux Jeux olympiques.

### Championnats du monde
- 1990-2000 — Ne participe pas
- 2001 — Vingt-cinquième (5e du Groupe A des qualifications pour la Division I)
- 2003 — Vingt-sixième (6e de Division III)
- 2004 — Vingt-sixième (5e de Division III)
- 2005 — Vingt-neuvième (3e de Division IV)
- 2007 — Vingt-neuvième (2e de Division IV)
- 2008 — Trentième (3e de Division IV)
- 2009 — Division IV annulée
- 2011 — Trentième (3e de Division IV)
- 2012-2015 — Ne participe pas
- 2016 — Trente-troisième (1er de la Qualification pour la Division IIB)
- 2017 — Trente-deuxième (6e de la Division IIB)[3]
- 2018 — Trente-troisième (6e de Division IIB)[4]
- 2019 — Trente-quatrième (6e de Division IIB)
- 2020 — Trente-septième (3e de Division III)
- 2021 — Pas de compétition en raison de pandémie de coronavirus [5].
- 2022 — Déclare forfait à cause de la pandémie [6].

Note :  Promue ;  Reléguée

### Classement mondial
| Année | Rang | Points | Progression |
| ----- | ---- | ------ | ----------- |
| 2003  | 25   | 320    | -           |
| 2004  | 25   | 940    | ±0          |
| 2005  | 26   | 1 185  | -1          |
| 2006  | 27   | 730    | -1          |
| 2007  | 27   | 995    | ±0          |
| 2008  | 29   | 1 100  | -1          |
| 2009  | 30   | 685    | -1          |
| 2010  | 31   | 410    | -1          |
| 2011  | 30   | 675    | +1          |
| 2012  | 34   | 405    | -4          |

| Année      | Rang       | Points     | Progression |
| ---------- | ---------- | ---------- | ----------- |
| 2013       | 36         | 270        | -2          |
| Fév. 2014  | 36         | 135        | ±0          |
| Mai 2014   | 38         | 135        | -2          |
| 2015       | Non classé | Non classé | Non classé  |
| 2016       | 37         | 480        | -           |
| 2017       | 36         | 860        | +1          |
| Fév. 2018  | 36         | 860        | ±0          |
| Avril 2018 | 33         | 1 115      | +3          |
| 2019       | 34         | 1 205      | -1          |
| 2020       | 34         | 1 120      | ±0          |
| 2021       | 35         | 1 095      | -1          |

## Équipe moins de 18 ans

### Championnat du monde moins de 18 ans
- 2008-2015 — Ne participe pas
- 2016 — 8e de la Qualification pour la Division I
- 2017 — 4e de la Qualification pour la Division IB
- 2018-2020 — Ne participe pas